# Chalcosyrphus ventralis
Chalcosyrphus ventralis är en tvåvingeart som först beskrevs av Walker 1858.  Chalcosyrphus ventralis ingår i släktet mulmblomflugor, och familjen blomflugor. Inga underarter finns listade i Catalogue of Life.